# To the Faithful Departed
To the Faithful Departed é o terceiro álbum de estúdio da banda The Cranberries, lançado a 29 de abril de 1996.

## Faixas
Todas as faixas por Dolores O'Riordan, exceto onde anotado.
1. "Hollywood" – 5:08
2. "Salvation" (O'Riordan, Hogan) – 2:23
3. "When You're Gone" – 4:56
4. "Free to Decide" – 4:25
5. "War Child" – 3:50
6. "Forever Yellow Skies" – 4:09
7. "The Rebels" – 3:20
8. "Intermission" -
9. "I Just Shot John Lennon" (O'Riordan, Hogan) – 2:41
10. "Electric Blue" (O'Riordan, Hogan) – 4:51
11. "I'm Still Remembering" – 4:48
12. "Will You Remember?" – 2:49
13. "Joe" (O'Riordan, Hogan) – 3:22
14. "Bosnia" – 5:40

Faixas Extras 'The Complete Sessions" (2002)
15. "Cordell"
16. "The Picture I View"
17. "Ave Maria (Pavarotti/O'Riordan)
18. "Go Your Own Way"
19. "God Be With You"

## Paradas
| Parada (1996)   | Posição |
| --------------- | ------- |
| UK Albums Chart | 2       |